# Championnat de France de billard carambole 5 quilles
Le Championnat de France billard carambole 5 quilles est organisé chaque saison par la Fédération française de billard.

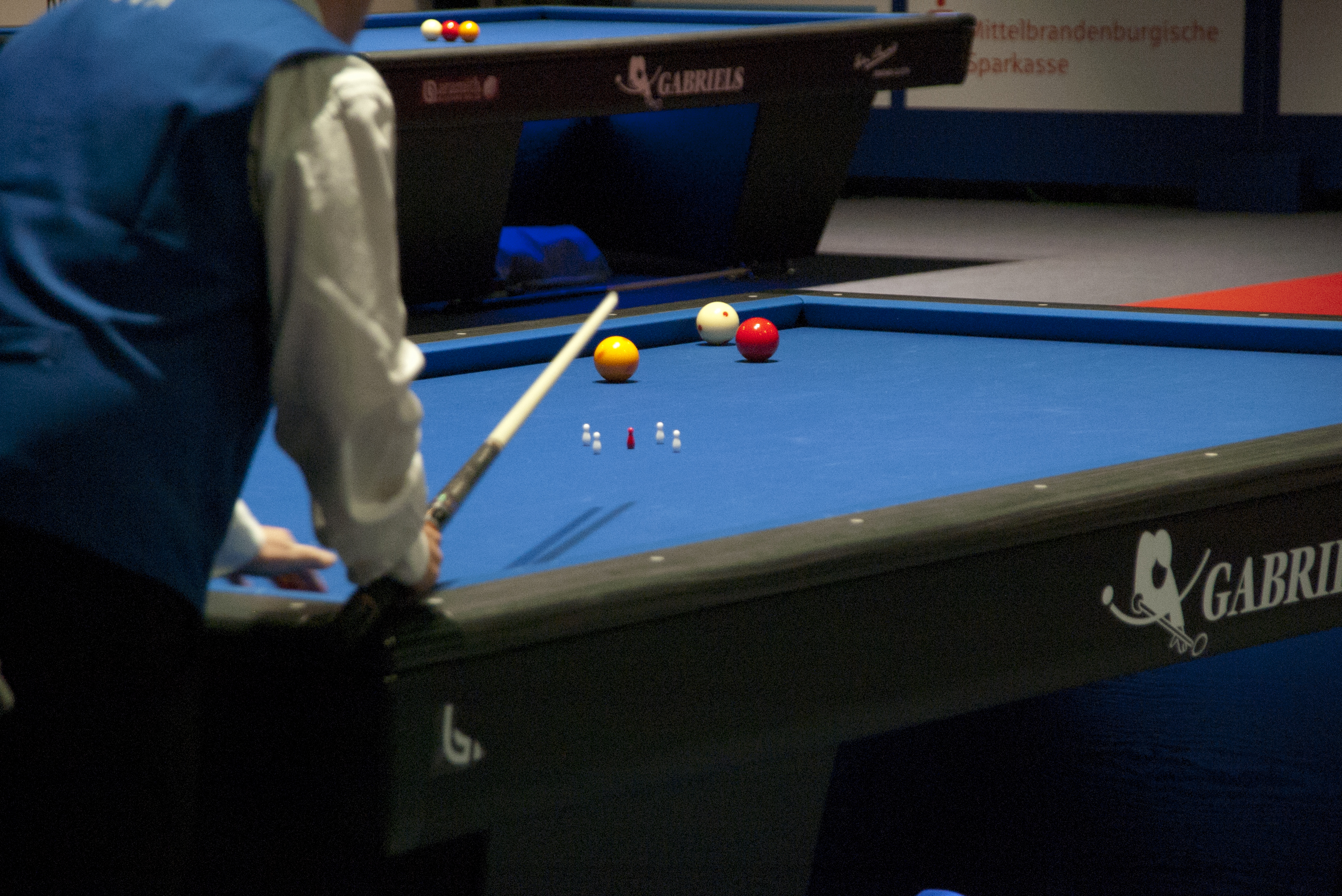
Billard 5 Quilles.

## Règles
Ce jeu nous vient d'Italie, pays avec le plus grand nombre de pratiquants. Il est aussi joué ailleurs en Europe (France, Suisse, Danemark, Belgique, Saint-Marin, etc.) et dans quelques pays d'Amérique du Sud (Argentine, Uruguay). 
Cinq quilles de 25 mm de haut, une rouge et quatre blanches, sont placées sur la table à des endroits déterminés, l'ensemble formant une croix appelée château, et qu'il faut chercher à renverser.
Le joueur joue un seul coup puis passe la main à son adversaire.

## Palmarès

### Année par année

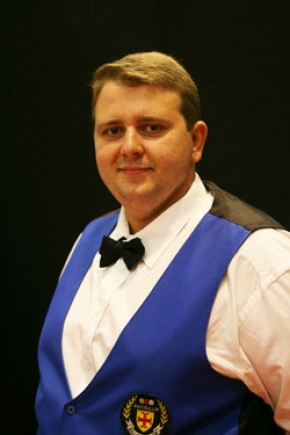
Alexandre Guillemant - Recordman de France de la moyenne générale.

Liste des champions de France de la FFB au 5 quilles,,
| Année | Ville hôte            | Joueur                   | Moyenne Générale |
| ----- | --------------------- | ------------------------ | ---------------- |
| 1986  | -                     | -                        | -                |
| 1987  | -                     | -                        | -                |
| 1988  | Issy-les-Moulineaux   | Yannick Despierre (1)    | 1,475            |
| 1989  | Strasbourg            | Philippe Bouvier (1)     | 1,383            |
| 1990  | -                     | -                        | -                |
| 1991  | Maisons-Alfort        | Yannick Despierre (2)    | 1,223            |
| 1992  | Ablon                 | Philippe Bouvier (2)     | -                |
| 1993  | Paris                 | Antoine Suu (1)          | -                |
| 1994  | Saint-Raphaël (Var)   | Angelo Manzoli (1)       | -                |
| 1995  | Maisons-Alfort        | Yannick Despierre (3)    | -                |
| 1996  | Sotteville-lès-Rouen  | Angelo Manzoli (2)       | -                |
| 1997  | Sotteville-lès-Rouen  | Angelo Manzoli (3)       | 1,507            |
| 1998  | Tours                 | Angelo Manzoli (4)       | 1,257            |
| 1999  | Saint-Raphaël (Var)   | Frédéric Roelants (1)    | 1,134            |
| 2000  | Dunkerque             | Angelo Manzoli (5)       | 1,295            |
| 2001  | Colmar                | Angelo Manzoli (6)       | 1,420            |
| 2002  | Villeneuve-d'Ascq     | Angelo Manzoli (7)       | 1,350            |
| 2003  | Saint-Raphaël (Var)   | Angelo Manzoli (8)       | 1,635            |
| 2004  | Rouen                 | Matthieu Hingant (1)     | 1,093            |
| 2005  | Maisons-Alfort        | Angelo Manzoli (9)       | 1,304            |
| 2006  | Sotteville-lès-Rouen  | Alexandre Guillemant (1) | 1,441            |
| 2007  | Angers                | Alexandre Guillemant (2) | 1,334            |
| 2008  | Caudan                | Matthieu Hingant (2)     | 1,275            |
| 2009  | Dammarie-les-Lys      | Alexandre Guillemant (3) | 1,341            |
| 2010  | Castres               | Alexandre Guillemant (4) | 1,622            |
| 2011  | Schiltigheim          | Alexandre Guillemant (5) | -                |
| 2012  | Ozoir-la-Ferrière     | Alexandre Guillemant (6) | 1,507            |
| 2013  | Saint-Maur-des-Fossés | Matthieu Hingant (3)     | 1,087            |
| 2014  | Ronchin & FACHES      | Matthieu Hingant (4)     | 1,289            |
| 2015  | Évian-les-Bains       | Matthieu Hingant (5)     | 1,279            |
| 2016  | Saint-Maur-des-Fossés | Matthieu Hingant (6)     | 1,217            |
| 2017  | Villeneuve-d'Ascq     | Matthieu Hingant (7)     | 1,283            |
| 2018  | Rouen                 | Maxime Jublot (1)        | 1,256            |
| 2019  | Ronchin               | Maxime Jublot (2)        | 1,378            |

## Records

### Record de Moyenne Générale
| Joueur         | Année | Moyenne Générale |
| -------------- | ----- | ---------------- |
| Angelo Manzoli | 2003  | 1,635            |

### Record de victoire
| Joueur               | Nombre de victoires |
| -------------------- | ------------------- |
| Angelo Manzoli       | 9                   |
| Matthieu Hingant     | 7                   |
| Alexandre Guillemant | 6                   |
| Yannick Despierre    | 3                   |
| Maxime Jublot        | 2                   |
| Philippe Bouvier     | 2                   |
| Antoine Suu          | 1                   |
| Frédéric Roelants    | 1                   |